# ليوناردو فونتانيسي
ليوناردو فونتانيسي (بالإيطالية: Leonardo Fontanesi)‏ (20 فبراير 1996 - ) هو لاعب كرة قدم إيطالي في مركز الدفاع. شارك مع منتخب إيطاليا تحت 20 سنة لكرة القدم ومنتخب إيطاليا تحت 21 سنة لكرة القدم. أما مع النوادي، فقد لعب مع نادي تشيزينا ونادي ساسولو.

## وصلات خارجية
- ليوناردو فونتانيسي على موقع قاعدة بيانات كرة القدم.إي يو (الإنجليزية)
- ليوناردو فونتانيسي على موقع Soccerway.com (الإنجليزية)
- ليوناردو فونتانيسي على موقع AS.com (الإسبانية)